# محمد بن مصطفى الدمياطي
محمد بن مصطفى بن حسن الدمياطي الشافعي (1213هـ/1798م - 1278هـ/1870م)، ويُعرَفُ بالخضري. هو فقيه شافعيٌ وأُصولي ومُفَسِّر وشاعر ونحوي، مصريٌ من بلدة دمياط، يَعُدُّه مُؤَرِّخو النحو العربي من نحاة مصر وبلاد الشام المتأخِّرين.

## حياته
ولِدَ محمد بن مصطفى بن حسن في مدينة دمياط، وكانت ولادته في سنة 1213 من التقويم الهجري، نشأ في مسقط رأسه، ثُمَّ انتقل إلى القاهرة والتحق بالجامع الأزهر، وكان يقرأ بالمدرسة الطبرسية، وهناك أُصِيب بالصمم، فعاد إلى بلده دمياط ومكث فيها حتى وفاته. وفي دمياط اشتغل الخضري بعلوم اللغة والدين، وبسبب إعاقته كان الناس يخاطبونه بالإشارة، وهو يُعَدُّ من أبرز كُتَّاب عصره، وامتدَّت مؤلفاته لتشمل مجالات عديدة، فكتب في النحو والبلاغة والمواقيت والتفسير وعلوم القرآن والفقه وأصوله. تُوفِّيَ الخضري في سنة 1287 من التقويم الهجري بعدما بلغ من العمر أربعة وسبعين عاماً في مدينة دمياط، وقِيل أنَّ وفاته كانت في سنة 1288، ودُفِنَ بقرافة باب النصر.

## مؤلفاته
تُنسَب إليه المؤلفات التالية:
- «حاشية على شرح ابن عقيل على الالفية» (في النحو).
- «حاشية على شرح الملوي على السمرقندية» (في البلاغة).
- «منظومة في مشابهات القرآن».
- «مبادئ التفسير».
- «معرفة إعجاز القرآن الكريم».
- «حاشية الخضري على شرح الشنشوري على غنية الباحث» (في الفرائض).
- «أصول الفقه».
- «شرح اللمعة» (في الميقات).
- «شرح اللمعة في حل الكواكب السيارة السبعة» (في الفلك).
- «شرح زاد المسافر لمعرفة وضع فضل الدائر» (في الفلك).